# 唬咙教师
《唬咙教师》（日文：24のひとみ）的主角仁美老师是个爱说谎的美女教师，这是一部讲述她用接二连三的谎言，使人们陷入痛苦之中的搞笑漫画。作者是仓岛圭。于《周刊少年Champion》上连载。

## 简介
爱说谎的美女教师·仁美老师用接二连三的谎言，使周围的人们陷入混乱，令他们的人格与人际关系崩溃。
虽然作品名称很明显是出自《二十四之瞳》（ひとみ可以写成瞳），不过两者之间完全没有关系。从电视剧版中得知仁美老师为24岁。
特征是画面的背景被各式各样的东西所填满。

## 人物介绍

### 教师
仁美老師
主角。代替石川老师来当2年5班的班导，是个美丽的骗子女教师。非常喜欢说谎跟中伤他人。双亲在服刑中（说谎的可能性极高）。兴趣是在少年院做木工DIY（这点也可能是在说谎）。不知为何非常清楚其他人的家庭环境跟经济情况以及人生的诸多问题（本人曾经说过有偷听跟偷拍的兴趣）。
藤本老師
仁美老师的同事，保健室的女医生。眼镜美人。一直想要揭发仁美老师的谎言，却反而被她作弄，因而非常讨厌她。故此也有段时间拒绝对2年5班的学生进行诊治。超S。
大谷老師
2年3班的班导，男教师。眼睛看起来色眯眯的，所以经常招人误解（据训导主任所言，他以前好像也有这样的嗜好）。
村田老師
仁美老师的同事，男教师。对仁美老师抱有好感。尽管好不容易对仁美老师表白了，却差点被当成跟踪狂而遭逮捕。
訓導主任
因仁美老师的无理取闹而非常痛苦。本来就跟女儿相处得不是很好，再加上仁美老师的谎言，使得两父女的关系更加岌岌可危了。
石川老師
仁美老师所在班级的前任班导。现在休产假中。在作品中还没有现身过。
校長
只知道有这么一个角色存在，在作品中还没有现身过。
另外，人名全部出自早安家族。

### 学生
平野同學
品学兼优的美少女，却因为仁美老师的谎言而变得不信任人类，最终自己也变成了骗子。在仁美老师的说服下参加学生会长的选举，然而仁美老师提交的候选人是大森。
田部徹
家里蹲学生。小学时候被怀疑偷了班上的伙食费而导致不信任大人。在仁美老师的劝导下终于上学，可是当天却是创校纪念日，于是更加不信任大人了。非常喜欢须贺真弓，是作品里唯一获得幸福的角色。
前田同學
3班的女学生。不清楚是因为生活所困抑或对姐姐的反抗而在夜店工作。对态度很跩的男人没抵抗力。
吉田同學
棒球社成员，背上的号码为1。仁美老师说他在放学后用平野的笛子来练习，而平野并不敢确定那是否谎言。
奥野同學
4班的男学生。喜欢仁美老师而对其表白，却被她的连番谎言轻松打发了。跟村田老师两人围绕着仁美老师竞争。相当的M。
須賀真弓
4班的女学生。田部彻的青梅竹马。虽然被仁美老师所骗却毫无自觉。
市川同學
3班的女学生。来向仁美老师请教骗人的方法。
小澤同學
5班的转学生。被仁美老师的谎言和同学的忠告给搞糊涂。喜欢前田，结果却跟市川交往了……
大森同學
平野、渡边的好友。因为仁美老师的关系使得友情出现了裂缝。
渡邊同學
大森的好友。成绩很差，接受了仁美老师的补习。因为有一定的效果，所以本人很高兴，不过大森说她「太白痴了」。

### 其他
推銷女郎
正身是前田的姐姐。用花言巧语将100元的化妆品卖到3万元。认识仁美老师后，在她的指导下，营业额上升了两成。
小誠
仁美老师大学时代当家庭教师所教的学生。因为是在反抗期所以经常说谎，但跟仁美老师比较还是相形见拙。
飯井
欺负野猫的小学生。以前养的狗被车撞死了，所以留有心灵创伤。
譚凌
饭井的朋友。知道饭井的狗死掉的事。本名为田村。
酒井
仁美老师的相亲对象。
高橋
教育实习生。醉心于仁美老师身为教师的神髓。跟小诚念同一所大学。
小雪
喜欢骗人的小女孩。一出场就迷路了。由于母亲住院，现寄居于亲戚家中。跟仁美老师很合拍。
川合同學的母亲
怪兽家长一般的母亲。也会关心儿子。妖艳。

## 单行本
| 期数 | 日文版        | 日文版             | 中文版         | 中文版             |
| 期数 | 发售日        | ISBN               | 发售日         | ISBN               |
| ---- | ------------- | ------------------ | -------------- | ------------------ |
| 1    | 2006年8月8日  | ISBN 9784253211918 | 2007年10月10日 | ISBN 9789861002071 |
| 2    | 2007年1月9日  | ISBN 9784253211925 | 2007年10月10日 | ISBN 9789861002088 |
| 3    | 2007年6月8日  | ISBN 9784253211932 | 2008年1月25日  | ISBN 9789861002095 |
| 4    | 2007年10月5日 | ISBN 9784253211949 | 2008年3月5日   | ISBN 9789861008554 |
| 5    | 2008年2月8日  | ISBN 9784253211956 | 2008年10月30日 | ISBN 9789861014739 |
| 6    | 2008年8月8日  | ISBN 9784253211963 | 2009年1月10日  | ISBN 9789861024035 |

## 电视剧
2007年10月1日～2008年4月9日间，于TBS上播映。为「1分半剧场」的第3弹。全80话。
每1话为90秒（包括开场、DVD版的广告在内的话则约为2分钟）。逢星期一～三的27点，在其他节目的当中播映。由于播映时间不固定，故此每逢星期五，在官方网站上会公布下周的播映时间。

### 演员表
- 仁美老师 - 秋山莉奈
- 村田老师 - 青柳垒斗
- 平野　 - 菅澤美月
- 须贺　 - 三浦萌
- 篠崎　 - 篠崎愛
- 矢部　 - 風間由次郎
- 奥田　 - 鈴木和也
- 高橋　 - 高橋真唯
- 儿童剧团シリリン村（第15話）、小偷（第43話）  - Perfume
- 训导主任 - 酒井敏也

### DVD
DVD版由本篇20话跟制作特辑等特典影像所组成。另外，仅在Vol.4的初回购买特典中，包含能够收藏全4卷DVD的豪华收纳箱，以及特制毕业迷你写真集。由アミューズソフトエンタテインメント发售。
- DVD Vol.1（第1-20話 2008年1月25日）
- DVD Vol.2（第21-40話 2008年2月22日）
- DVD Vol.3（第41-60話 2008年4月25日）
- DVD Vol.4（第61-80話 2008年6月27日）